# El Dorado (노래)
〈El Dorado〉는 영국의 헤비 메탈 밴드 아이언 메이든의 2010년 음반 《The Final Frontier》의 두 번째 음반이다. 이 곡은 밴드의 마흔한 번째 싱글이고 이 음반의 유일한 싱글이다. 밴드의 대체 로고를 사용한 마지막 싱글이기도 하다. 2010년 6월 8일 (UTC) 00:01에 밴드의 공식 사이트에서 무료 다운로드로 발매되었다. 커버 아트는 앤서니 드라이에 의해 만들어졌으며 1950년대에 인기를 끌었던 윌리엄 게인즈가 출판한 EC 코믹스의 커버를 기반으로 한다. 보컬리스트 브루스 디킨슨은 이 곡의 조기 온라인 발매에 대해 "〈El Dorado〉는 곧 발매될 스튜디오 음반의 예고편입니다. The Final Frontier World Tour 촬영장에 포함시킬 예정이어서 모든 팬들에게 감사 인사를 전하고 투어 및 음반 발매를 앞두고 이 노래를 선사해 《The Final Frontier》 분위기에 빠져들 수 있으면 좋겠다고 생각했습니다.
〈El Dorado〉는 2011년 그래미 어워드 최우수 메탈 퍼포먼스상을 수상했다. 이 밴드는 두 번의 노미네이트(〈Fear of the Dark〉와 2001년 〈The Wicker Man〉)에 이은 첫 번째 우승이다.
이 곡의 기타 솔로는 3부로 나뉘어 있으며, 첫 번째 곡은 아드리안 스미스(3:42–3:53)가 연주하고, 두 번째 곡은 데이브 머레이(3:53–4:06)가 연주하며, 세 번째 곡은 야닉 거스(4:06–4:23)가 연주한다.

## 곡 목록
| #  | 제목          | 작사·작곡                                     | 재생 시간 |
| -- | ------------- | --------------------------------------------- | --------- |
| 1. | 〈El Dorado〉 | 브루스 디킨슨, 아드리안 스미스, 스티브 해리스 | 6:49      |

## 참여 인원
아이언 메이든
- 브루스 디킨슨 - 보컬
- 데이브 머레이 - 기타
- 야닉 거스 - 기타
- 아드리안 스미스 - 기타
- 스티브 해리스 - 베이스 기타
- 니코 맥브레인 - 드럼